# Saison 1 de The Walking Dead: World Beyond
 (janvier 2021).
Si vous disposez d'ouvrages ou d'articles de référence ou si vous connaissez des sites web de qualité traitant du thème abordé ici, merci de compléter l'article en donnant les références utiles à sa vérifiabilité et en les liant à la section « Notes et références ».
Chronologie
Saison 2
Cet article présente la première saison de la série télévisée américaine The Walking Dead: World Beyond.

## Généralités
- Initialement prévue immédiatement après la finale de la dixième saison de The Walking Dead le 12 avril 2020[1], AMC annonce le 20 mars qu'elle est reportée à une date indéterminée[2] en raison de la pandémie de Covid-19.
- En France, cette saison est disponible les vendredis sur le service Amazon Prime[3], soit deux jours avant la diffusion à la télévision sur la chaine américaine.

## Synopsis
Un groupe d'adolescents à l'abri des dangers du monde post-apocalyptique reçoit un message qui les incite à quitter la sécurité du seul foyer qu'ils n'aient jamais connu, et à entreprendre un voyage à travers le pays pour sauver leur père.

## Distribution

### Acteurs principaux
- Aliyah Royale (VF : Elsa Bougerie) : Iris Bennett
- Alexa Mansour (VF : Lou Lévy) : Hope Bennett
- Hal Cumpston (VF : Antoine Khorsand) : Silas Plaskett
- Nicolas Cantu (VF : Jean-Stan DuPac) : Elton Ortiz
- Nico Tortorella (VF : Eilias Changuel) : Felix Carlucci
- Annet Mahendru (VF : Flora Brunier) : Jennifer "Huck" Mallick
- Julia Ormond (VF : Odile Cohen) : Elizabeth Kublek

### Acteurs récurrents
- Joe Holt (VF : Namakan Koné) : Dr Leo Bennett
- Christina Marie Karis (VF : Daria Levannier) : Kari Bennett
- Natalie Gold (VF : Céline Mauge) : Dr Lyla Bellshaw
- Ted Sutherland (VF : Oscar Douieb) : Percy

### Invités
- Christina Brucato (VF : Natacha Muller) : Amelia Ortiz (2 épisodes)
- Al Calderon : Barca (2 épisodes)
- Scott Adsit (VF : Éric Marchal) : Tony Delmado (2 épisodes)
- Jelani Alladin (en) : Will (2 épisodes)
- Dawson Shea (VF : Arnaud Laurent) : Felix Carlucci jeune (épisode 2)
- Reece Rios (VF : Laurent Maurel) : Isaac Ortiz (épisode 5)
- Kai Lennox (VF : Bertrand Liebert) : Gary Plaskett (épisode 8)
- Robert Palmer Watkins (VF : Fabrice Lelyon) : Frank Newton (épisode 8)

## Épisodes

### Épisode 1:Rester courageux
- France : 2 octobre 2020 sur Amazon Prime
- États-Unis : 4 octobre 2020 sur AMC

- États-Unis : 1,60 million de téléspectateurs (première diffusion)

### Épisode 2:Le Brasier de la gloire
- France : 9 octobre 2020 sur Amazon Prime
- États-Unis : 11 octobre 2020 sur AMC

- États-Unis : 1,04 million de téléspectateurs (première diffusion)

### Épisode 3:Le Tigre et l'agneau
- France : 16 octobre 2020 sur Amazon Prime
- États-Unis : 18 octobre 2020 sur AMC

- États-Unis : 1,04 million de téléspectateurs (première diffusion)

### Épisode 4:Par le petit bout de la lorgnette
- France : 23 octobre 2020 sur Amazon Prime
- États-Unis : 25 octobre 2020 sur AMC

- États-Unis : 1,02 million de téléspectateurs (première diffusion)

### Épisode 5:La Traversée
- France : 30 octobre 2020 sur Amazon Prime
- États-Unis : 1er novembre 2020 sur AMC

- États-Unis : 740 000 téléspectateurs (première diffusion)

### Épisode 6:Le Théâtre d'ombres
- France : 6 novembre 2020 sur Amazon Prime
- États-Unis : 8 novembre 2020 sur AMC

- États-Unis : 730 000 téléspectateurs (première diffusion)

### Épisode 7:Action ou vérité
- France : 13 novembre 2020 sur Amazon Prime
- États-Unis : 15 novembre 2020 sur AMC

- États-Unis : 780 000 téléspectateurs (première diffusion)

### Épisode 8:Le Ciel est un cimetière
- France : 20 novembre 2020 sur Amazon Prime
- États-Unis : 22 novembre 2020 sur AMC

- États-Unis : 630 000 téléspectateurs (première diffusion)

### Épisode 9:Blessure profonde
- France : 27 novembre 2020 sur Amazon Prime
- États-Unis : 29 novembre 2020 sur AMC

- États-Unis : 620 000 téléspectateurs (première diffusion)

### Épisode 10:Dans cette vie
- France : 27 novembre 2020 sur Amazon Prime
- États-Unis : 29 novembre 2020 sur AMC

- États-Unis : 620 000 téléspectateurs (première diffusion)